# Sena (departamento)

Sena, en francés Seine fue un antiguo departamento de Francia que incluía a la ciudad de París y sus alrededores. Fue creado el 4 de marzo de 1790 con el nombre de Departamento de París, renombrado en 1795, y disuelto el 1 de enero de 1968 conforme a la ley del 10 de julio de 1964. De su disolución se conformaron cuatro departamentos: París, Altos del Sena, Sena-Saint Denis y Valle del Marne.
- Datos: Q1142326
- Multimedia: Seine (department) / Q1142326